# Giovanni da Siena
Giovanni de Sienne (Sienne fl 1386 – Bologne, entre 1428 et 1430) est un ingénieur italien. Outre la construction de la tour et des fortifications de Castel Bolognese (1392-94), tâche dans laquelle il a reçu l’aide de Lorenzo de Bagnomarino, il a travaillé aux fortifications de Cento, de Solarolo, de la Porte Galliera (une des portes de Bologne) et de Finale Emilia, en achevant dans cette dernière l’œuvre de Bartolino de Novare. Il s’est occupé aussi des digues du Pô en qualité d’expert en ingénierie hydraulique.

## Sources et références
- (it) Article Giovanni da Siena dans l’Encyclopédie Treccani.

- (it) Cet article est partiellement ou en totalité issu de l’article de Wikipédia en italien intitulé « Giovanni da Siena » (voir la liste des auteurs).